# Copa da Bulgária
A Copa da Bulgária (em búlgaro:  Купа на България) é uma competição anual disputada na Bulgária. Todas as equipes de futebol búlgaras oficialmente registadas, participam desta competição, que é a segunda mais importante do futebol búlgaro, depois do campeonato da Divisão Principal.
A disputa se dá no sistema "mata-mata", ou seja, times divididos em chaves de dois, decidindo em 2 jogos, cada jogo com um deles como mandante. Aquele que conseguir mais pontos passa para a fase seguinte, onde o sistema se repete até a final normalmente disputada no Estádio Nacional Vasil Levski en Sófia, que decide o campeão. O campeão tem vaga garantida na Copa da UEFA.

## Campeões
Tsar's Cup
| edição | campeão         | Resultado | vice                 |
| ------ | --------------- | --------- | -------------------- |
| 1938   | FC 13 Sofia(1)  | 3–0 (w/o) | Levski Ruse(1)       |
| 1939   | Shipka Sofia(1) | 2–0       | Levski Ruse(2)       |
| 1940   | FC 13 Sofia(2)  | 2–1       | Sportklub Plovdiv(1) |
| 1941   | AS 23 Sofia(1)  | 4–2       | Napredak Ruse(1)     |
| 1942   | Levski Sofia(1) | 3–0(w/o)  | Sportklub Plovdiv(2) |

Copa do exército soviético